# Cementerio de Mariebjerg
El cementerio de Mariebjerg (en danés, Mariebjerg Kirkegård) está situado en Gentofte, al norte de Copenhague (Dinamarca). Fue trazado entre 1926 y 1933 según el diseño del arquitecto paisajista Gudmund Nyeland Brandt y se considera un importante ejemplo de la arquitectura paisajista modernista europea. Su diseño ha inspirado a muchos otros cementerios, tanto en Dinamarca como en el extranjero. 

## Disposición
El cementerio de Mariebjerg ocupa una superficie de poco más de 25 hectáreas y tiene un trazado cuadriculado y esquemático. Una red de amplias avenidas lo atraviesa y largos setos de un metro de altura lo subdividen.
Cada uno de los espacios resultantes contiene una interpretación de una parte característica del paisaje danés: desde densos bosques y claros hasta zanjas, prados, campos y laderas cubiertas de maleza, pasando por cuidados entornos ajardinados.

## Edificios

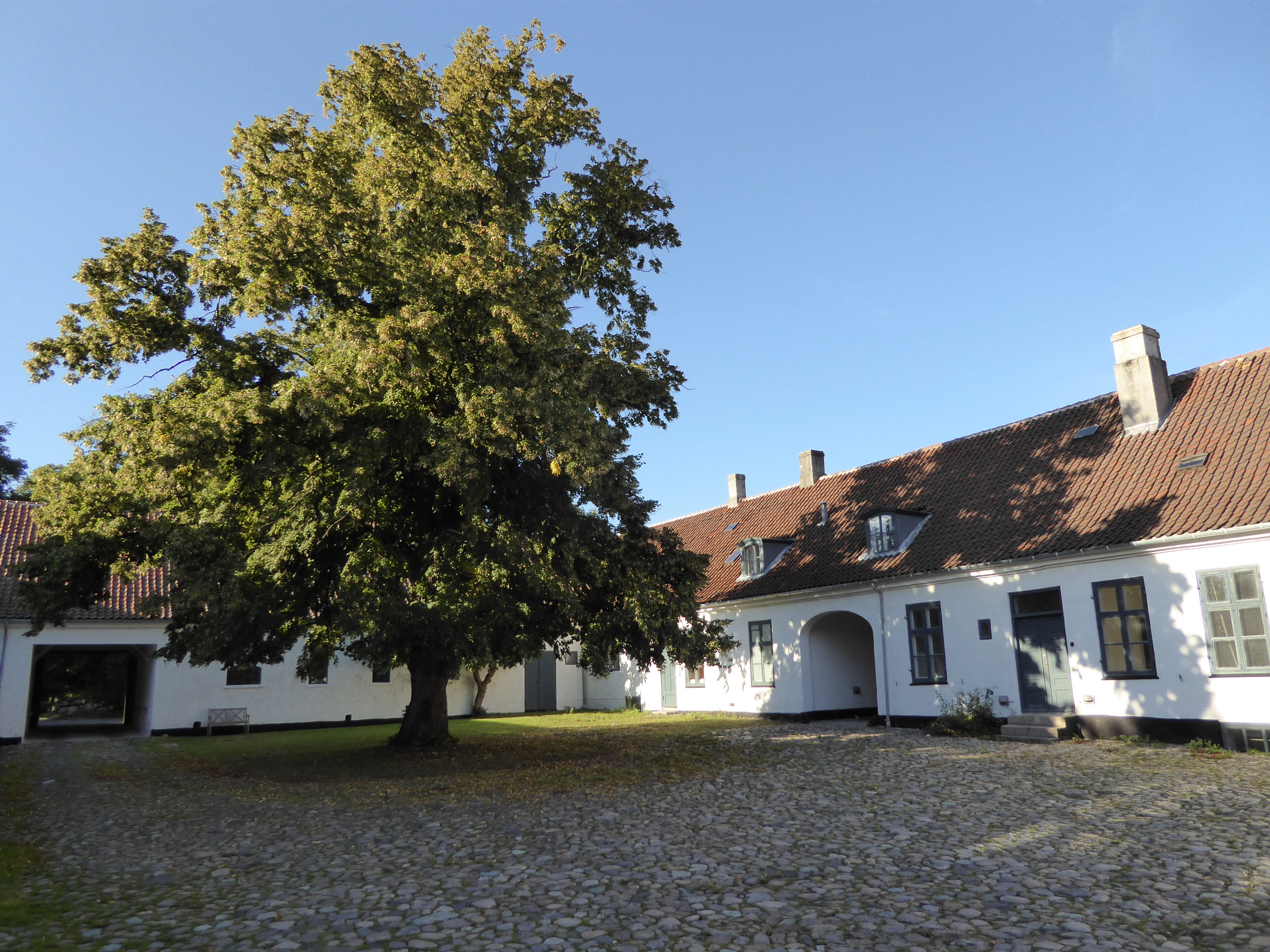
Vintappergården

### Vintappergården
Vintappergården data de hacia 1770. En 1918 se incluyó en el registro danés de edificios y lugares protegidos.

### Crematorio y capilla Mariebjerg
En 1936 se añadieron el crematorio y la capilla de Mariebjerg. Su construcción se realizó según el diseño de Frits Schlegel.

## Enterramientos destacados[2]
- Jørgen Bentzon (1897–1951), compositor
- Augusta Blad
- Aage Niels Bohr (1922–2009), Premio Nobel de Física
- Erik Bruhn (1928–1986), bailarín, coreógrafo, director artístico, actor y autor
- Ragna Grubb
- Tyge Hvass
- Børge Mogensen (fosa común)
- Gull-Maj Norin
- Hans W. Petersen (fosa común)
- Poul Reumert
- Karl Schou